# Mimosema lobata
Mimosema lobata là một loài bướm đêm trong họ Geometridae.